# WE ARE MUSIC!
WE ARE MUSIC!（ウィ アー ミュージック!）は、米米CLUBの30枚目のシングルである。2007年8月8日発売。
発売元はSony Music Records。

## 概要
昨年の3部作『WELL COME 2』『E-ヨ』『MATA(C)TANA』に続いて4作目にあたる本作は、トヨタ自動車「bB」タイアップ曲(#1)「浪漫飛行」セルフカバー曲(#3)を加えたInstrumentalを含む全5曲入りマキシシングル。「WE ARE MUSIC!」自体はbB のCM曲として当シングル発表より前に使用されていたが当初はCD化の予定はなかった。2007年初頭に同じくbBのCMソングを提供したHOME MADE 家族の「EVERYBODY NEEDS MUSIC」と共にCD化されたが、bBの取扱店であるネッツ店にて無料配布された楽曲であった。それから半年以上経て前述の無料配布音源よりアレンジを変え、本作として正式に発売された。
「嗚呼!浪漫飛行」はコンサートツアー「再会感激祭」での観客歓声及び手拍子も収録し擬似ライブ設定で「浪漫飛行」をリメイクした。通常の米米CLUB演奏は「komedia.jp」に「浪漫飛行'07」名義で収録された。

## 収録曲

### CD
- 全作詞・作編曲：米米CLUB

1. WE ARE MUSIC!
トヨタ自動車「bB」CMソング。
石井のソロアルバム『日時計』に収録された「遠い出来事」をファンク調にアレンジした曲[1]。
2. COME ON
3. 嗚呼!浪漫飛行
4. WE ARE MUSIC!(instrumental)
5. COME ON(instrumental)

### DVD
1. WE ARE MUSIC! ～Video Clip～
2. -O'DOLL～SUE CREAM SUE - 浪漫飛行'07
3. -O'DOLL～SUE CREAM SUE - WE ARE MUSIC!
4. BONUS SHOW TIME ～ 御利益 (O'DOLL Video Clip)